# جمال سالم (كاتب)
جمال سالم (1966 -)، كاتب ومنتج إماراتي. قام بتأليف عدد من المسلسلات التي لاقت النجاح ومن أشهرها «حاير طاير»، والذي قُدم منه عدة أجزاء بقيادة الفنان جابر نغموش.

## سيرة
حصل على درجة بكالوريوس الإعلام بعام 1987. جائت بداية مسيرته الفنية عن طريق الصدفة حيث كان لاعباً لكرة القدم في نادي الجزيرة الرياضي، ومع توقف الرياضة بفترة حرب الخليج في بداية التسعينات، قرر التقديم في مسابقة تقيمها وزارة الإعلام والثقافة، في القصة والمسرح والشعر، ليكتب مسرحية ويفوز بالمركز الأول، ثم كانت أول أعماله مسلسل (بو قلبين) عام 1997، ثم مسلسل (حاير طاير) عام 2001، لتتوالى بعدها أعماله ما بين التلفزيون والمسرح والسينما، والتي من أبرزها (حب ملكي، عجيب غريب، حظ يا نصيب).
وفي عام 1995 فاز على الجائزة الأولى في مسابقة تيمور للأبداع المسرحي في مصر. أيضاً حصل على دبلوم صناعة الفلم السينمائي من أكاديمية نيويورك في أبوظبي، وجائزة الإمارات التقديرية في مجال الآداب فرع الكتابة الدرامية سنة 2010.
يعمل حالياً مستشارا للدراما وألانتاج – شركة أبوظبي للإعلام

## من أعماله التلفزيونية
1. بركون: 1995 (مسلسل أطفال) بطولة احمد الجسمي، جابر نغموش، غازي حسين وإخراج عبد الخالق الغانم.
2. بو قلبين: 1997 (اجتماعي كوميدي) بطولة داوود حسين، طارق العلي وإخراج غافل فاضل.
3. سوالف الدار: 1998 (تراثي) بطولة جابر نغموش، سعيد سالم، احمد الأنصاري وإخراج محمود إبراهيم.
4. حاير طاير: 1999- 2008 (اجتماعي كوميدي) (خمسه أجزاء) بطولة جابر نغموش وسميرة أحمد وإخراج عارف الطويل.
5. الطويل (حاز على الجائزة الفضيه بمهرجان الخليجي للأعمال التلفزيونية سنة 2002).
6. عمى ألوان: 2002 (اجتماعي كوميدي) بطولة غانم السليطي، جابر نغموش، سميره أحمد، طارق العلي وإخراج مصطفى رشيد (حاز على الجائزة الذهبية في مهرجان القاهرة التلفزيوني سنة 2003).
7. شمس القوايل: 2003 (اجتماعي كوميدي) بطولة: احمد الجسمي، جابر نغموش وسميره أحمد.
8. الدريشة: 2006 (اجتماعي) بطولة أحمد الجسمي، سميره أحمد وإخراج مصطفى رشيد.
9. جمره غضى: 2006 (اجتماعي) بطولة عبد العزيز جاسم، سميره أحمد، جابر نغموش وإخراج عارف الطويل.
10. جنون المال: 2007 (اجتماعي) بطولة أحمد الجسمي، عبد المحسن النمر، لمياء طارق وإخراج عبد الخالق الغانم، طارق العلي وإخراج مروان البغدادي (حاز على الجائزة التقديرية بمهرجان تونس للأعمال التلفزيونية).
11. حظ يانصيب: 2008 (تراثي كوميدي) بطولة: جابر نغموش، احمد الجسمي وإخراج عارف الطويل[3] (حصل العمل على أفضل سيناريو للأعمال الكوميدية سنة 2009 بمهرجان القاهرة).
12. عيال الفقر: 2009 (اجتماعي كوميدي) بطولة: حياه الفهد-سعد الفرج -إبراهيم الصلال- هدى الخطيب وإخراج غافل فاضل.
13. المقاريد: 2007 (كوميدي) بطولة: عبد العزيز جاسم، جابر نغموش وإخراج غافل فاضل.
14. عجيب غريب الجزء 1: 2009 (ست كوم كوميدي) بطولة أحمد الجسمي، رزيقة الطارش وإخراج عارف الطويل.
15. عجيب غريب الجزء 2: 2010 (ست كوم كوميدي) بطولة أحمد الجسمي، رزيقه الطارش وإخراج عبد اللطيف القرقاوي.
16. بنات آدم: 2010 (اجتماعي) بطولة: سميره أحمد، غانم السليطي، حبيب غلوم وإخراج أحمد المقلة.
17. حبر العيون: 2012 بطولة حياة الفهد، هند البلوشي، أحمد الجسميو محمود بوشهري وإخراج أحمد المقلة.
18. زمان لوّل: 2013 بطولة غانم السليطي وسميرة أحمد. (فاز بالجائزة الذهبية في مهرجان الخليجي للتلفزيون في البحرين سنة 2014).
19. حبة رمل: 2014 (تراثي) بطولة عبد الله زيد ورزيقه الطارش.
20. تذكرة داوود: ست كوم كويتي بطولة داوود حسين ومنى شداد 2014 .
21. شبيه الريح بطوله عبد الله زيد وجمعه علي 2015
22. دار الزين (تراثي) بطوله عبد الله زيد وجمعه علي 2018
23. حزاوينا خليجية- مسلسل 2016
24. عوار قلب (سيناريو وحوار) فيلم 2018
25. الطواش - مسلسل 2019
26. فلفل أبيض - فيلم 2019
27. بنت صوغان-مسلسل-2020
28. علاء الدين-مسلسل -2021
29. مسلسل "الفنر" 2022
30. مسلسل خليجي "مجاريح" بطوله سعاد عبدالله

## من أعماله الإذاعية
1- سواف بو مرزوق (90 حلقة) بطولة أحمد الجسمي وإخراج محمد الجناحي.
2- وين الغلط (30 حلقة) بطولة إبراهيم سالم وإخراجه.

## أهم الأعمال المسرحية
1- بهلول والوجه الآخر: (فازت بالمركز الأول لجائزة تيمور للإبداع المسرحي في مصر عام 1995)
2- مسرحية شمبريش: بطولة جابر نغموش وإخراج ناجي الحاي.
3- مسرحية فراش الوزير: بطولة جابر نغموش وإخراج ناجي الحاي.
4- مسرحية مال الله الهجان: بطولة حسن رجب إخراج حسن رجب.
5- الفارس: بطولة جابر نغموش وإخراج جسن رجب.
6- سجون خمس نجوم: بطولة أحمد الأنصاري وإخراج ناجي الحاي.
7- جني أكاديمي: بطولة أحمد الأنصاري وإخراج أحمد الأنصاري.
8- طارش والعنود: بطولة سلطان النيادي وإخراج محمد سعيد.
9- براجيل: بطولة سيف الغانم وإخراج أحمد الجسمي.
10- ساهر الليل: بطولة سعيد السعدي وإخراج محمود أبو العباس.
11- الجن والأنس: بطولة عبد العزيز المسلم وزهره عرفات (إنتاج كويتي).
12- مسرحية عجيب غريب: بطولة أحمد الجسمي وإخراج أحمد الجسمي.
13- مسرحية تحت الصفر: بطولة طارق العلي وهيا الشعيبي 2013.

## الأعمال السينمائية
1- تأليف وإخراج فيلم بلادي: (فلم قصير) بطوله موسى البقيش ومريم سلطان.
- شارك في مهرجان دبي للأفلام الخليجية – 2009.
2- تأليف وإخراج فيلم موت بطئ: (فلم قصير)
- حصل على شهاده تقديرية من لجنة الحكام.
- شارك في مهرجان دبي للأفلام الخليجية 2011، وفي مهرجان مسقط الدولي وحصل على جائزة التحكيم الخاصة.
- فاز بجائزة الأرز الذهبي الكبرى لمهرجان العالم العربي للفيلم القصير في دورته الرابعة عشرة التي نظمت بأزرو وإفران 2012)
3- تأليف وإخراج وإنتاج فيلم حب ملكي: فيلم روائي بطولة حبيب غلوم وهدى صلاح ومنصور الفيلي وعبد الله زيد 2014.
4- تأليف وإخراج وإنتاج فيلم روائي (عوار قلب) كوميدي بطوله عبد الله زيد وجمعه علي
5- تأليف وأخراج وإنتاج فيلم روائي (فلفل أبيض) 2019

## في مجال الصحافة
كتابة عمود إسبوعي باسم حاير طاير لمدة سنة ونصف في جريدة الأتحاد عام 2001.

## الأنشطة الأخرى
شارك كعضو لجنة تحكيم 

1- عضو لجنة تحكيم للأفلام القصيرة- مهرجان الشرق الأوسط السينمائي- أبوظبي في 2007

2- عضو لجنة تحكيم مهرجان الشارقة المسرحي في 2008

3- عضو لجنة تحكيم مهرجان المسرح الخليجي- قطر 2010

4- عضو لجنة تحكيم مهرجان مونتي كارلو للأفلام التلفزيونية - مايو 2011

5- رئيس لجنة تحكيم مهرجان دبي لمسرح الشباب في أكتوبر- 2011

6- عضو لجنة تحكيم الأفلام الدولية والطلبة الخليجية في مهرجان الخليجي السينمائي في 2012

7- عضو لجنة تحكيم أفلام 48 ساعة للأفلام القصيرة دبي 2012
8- رئيس لجنة تحكيم افلام الإمارات القصيرة في مهرجان أبوظبي السينمائي للبيئة 2103

9- عضو لجنة تحكيم في مهرجان قطر المسرحي 2014
10 - عضو مجلس إدارة جمعية المسرحيين في الإمارات.

11- عضو اللجنة الدائمة للمسرح في دول الخليج.
12- عضو لجنه تحكيم بمهرجان المسرح الكويتي 2017